# Radnice v Bučači
Bučačská radnice je barokně-rokoková budova v ukrajinském městě Bučač v Ternopilské oblasti. Nachází se na bučačském Rynku. Je dominantou a jedním ze symbolů města, byla sídlem magistrátu. Výzdoba pochází z dílny Jana Jiřího Pinsla.

## Historie
Budova pochází zhruba z let 1743–1758 a byla postavena podle původního návrhu významného barokního architekta německého původu Bernarda Meretyna (16. století – 3 nebo 4. ledna 1759).